# Hans Wellhausen
Hans Wellhausen (* 19. September 1894 in Bad Münder am Deister; † 3. September 1964 in Rummelsberg) war ein deutscher Politiker (FDP, CSU).

## Leben und Beruf
Wellhausen studierte nach dem Abitur Rechtswissenschaften. Nach dem Zweiten Staatsexamen war er in den 1920er Jahren Regierungsrat in Bremen. Später wurde er Fabrikdirektor und war seit 1952 Verwaltungsratsvorsitzender der Deutschen Bundesbahn.

## Partei
Wellhausen trat zum 1. Januar 1940 der NSDAP bei (Mitgliedsnummer 7.393.113). Er wurde nach dem Krieg Mitglied der FDP, deren Bundesvorstand er zwischen 1951 und 1955 angehörte. Am 23. Februar 1956 verließ er mit dem Ministerflügel (sogenannte Euler-Gruppe) die FDP und gehörte mit diesem der neuen Fraktion „Demokratische Arbeitsgemeinschaft“ an. Im Gegensatz zu deren übrigen Mitgliedern beteiligte er sich jedoch nicht an der Gründung der FVP, sondern trat am 23. Juni 1956 in die CSU ein.

## Abgeordneter
Wellhausen war 1948/49 Mitglied des Wirtschaftsrates der Bizone, wo er ab dem 9. Juli 1948 Vorsitzender des Patentrechtsausschusses war. Er gehörte dem Deutschen Bundestag von dessen erster Wahl 1949 bis 1957 an. Von 1949 bis 1953 war er stellvertretender Vorsitzender der FDP-Bundestagsfraktion. Vom 19. September 1951 bis 1957 war er Vorsitzender des Bundestagsausschusses für Finanz- und Steuerfragen, 1953 auch des Sonderausschusses zur Beratung der Gesetze über deutsche Auslandsschulden „Londoner Schuldenabkommen“.

## Ehrungen
- 1955: Großes Verdienstkreuz mit Stern der Bundesrepublik Deutschland

## Veröffentlichungen
- Bremen. In: Hermann Sacher: Staatslexikon, Band 1, Freiburg im Breisgau 1926, Sp. 1049 ff.